# غريغ ديفيدسون
غريغ ديفيدسون (7 نوفمبر 1970 في أستراليا - ) (بالإنجليزية: Greg Davidson)‏ هو حكم ولاعب كريكت أسترالي.

## وصلات خارجية
- غريغ ديفيدسون على موقع إي آس بي آن كريك إنفو (الإنجليزية)